# Rover SD1
Rover SD1 — серія автомобілів верхнього середнього класу, що виготовлялась британською компанією Rover з 1976 по 1986 рік. Автомобіль прийшов на заміну Rover P6 та Triumph 2000.
Всього виготовили 303 345 авто.

## Розробка

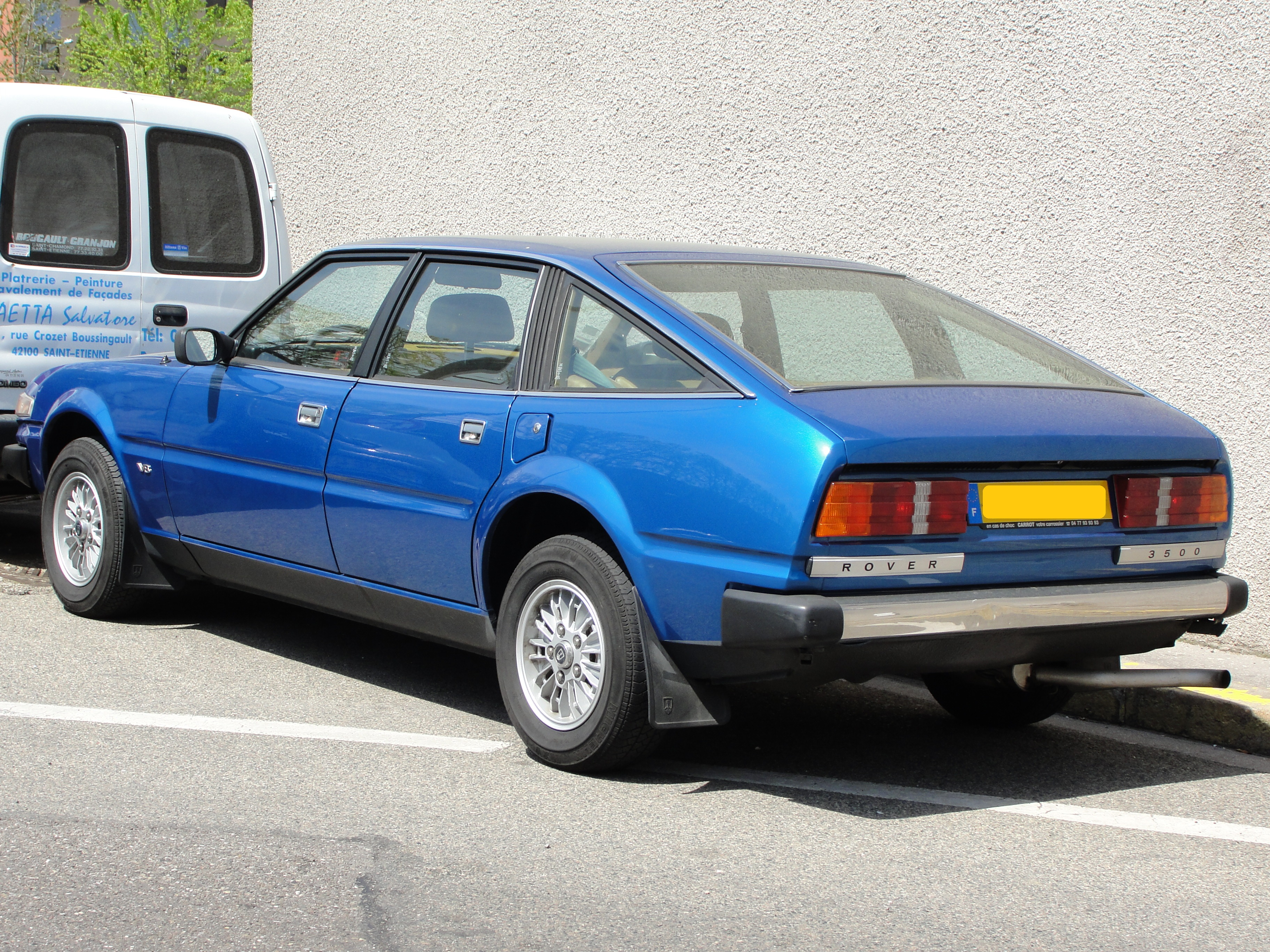

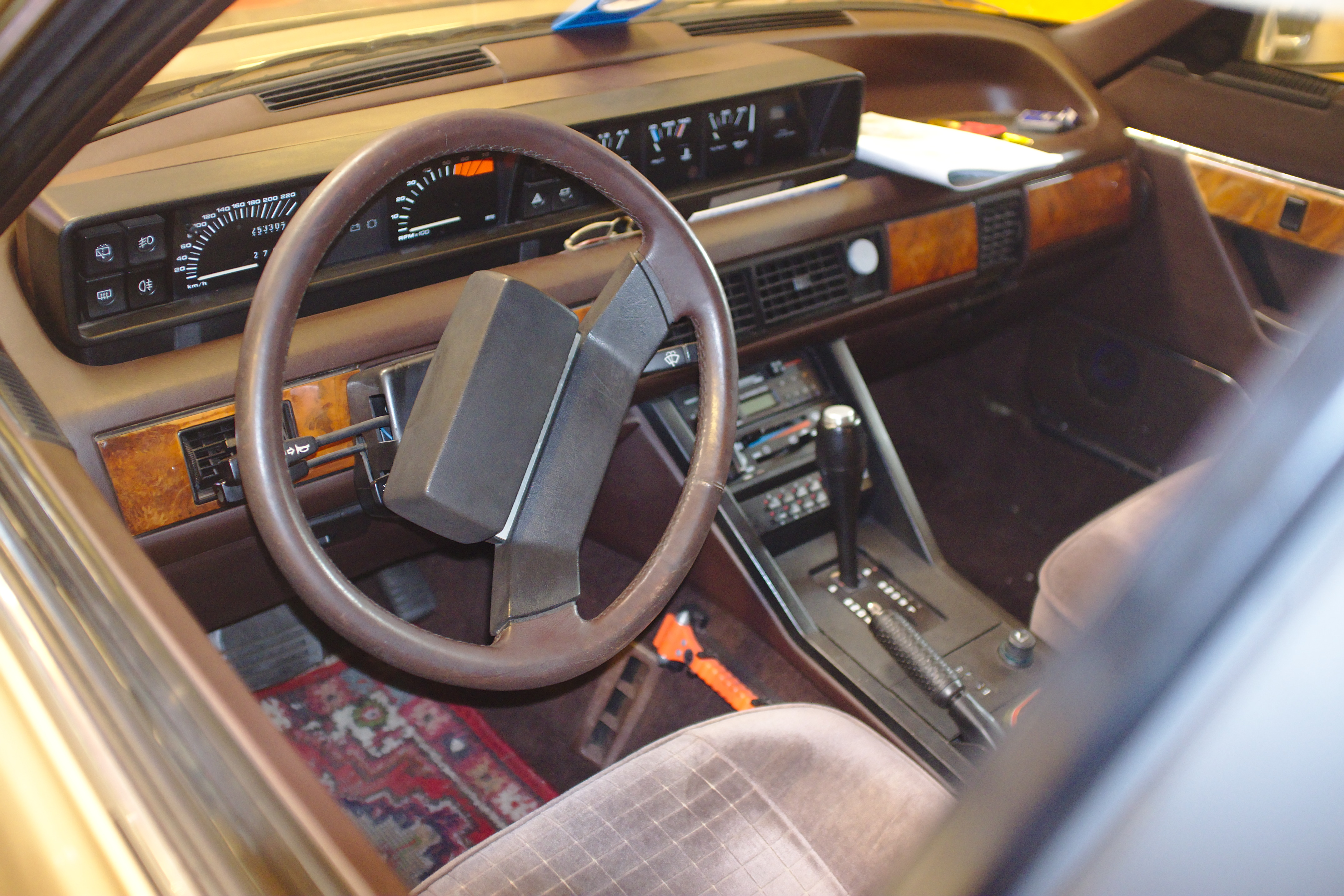

На дизайн машини вплинула Ferrari Daytona, що  з'явилася в кінці 1960-х: спускався до самого бампера капот, відсутність решітки радіатора (повітрозабірник перебував під бампером), повторювачі поворотів далеко заходять на крила, піднесена в задній частині і від того ще більш обтяжена її поясна лінія.
Прем'єра цього автомобіля відбулася 30 червня 1976 року - вельми своєчасно, так як Rover, завжди вважався сміливим новатором, вже 30 років не пропонував нічого нового.

## Опис
Проте, було у Rover і багато своєрідного: ексклюзивні килимки, більш ламані лінії, масивні колісні арки, чотиридверний кузов. Всередині автомобіль був також виконаний у футуристичному стилі: традиційні дерево і шкіру замінили якісним пластиком, на приладовій панелі з'явилося безліч сигнальних ламп. У цьому простежувалося наслідування кабіні літака Concorde, який був розроблений дещо раніше і вже встиг стати символом епохи.
З технічної точки зору нова модель перевершувала більшість конкурентів: інерційні ремені безпеки, центральний замок, атермальні скла з електроприводом, підсилювач керма, вентильовані передні дискові гальма, самогерметизуючі шини, які забезпечували ще 100 миль пробігу після проколу. Дисплей навігатора можна було легко встановити поверх приладової панелі, як на лівій, так і на правій стороні - це було зроблено, щоб автомобіль успішно продавався і на ринках країн з правостороннім рухом. У стандартній комплектації пропонувалася п'ятиступінчаста механічна коробка передач, в наявності також була дорожча версія з триступеневою АКПП.
Топовий двигун також відповідав зовнішньому вигляду: спочатку під капот встановлювався V8 з робочим об'ємом 3528 см³, який забезпечував потужність 157 к.с. при 5000 об/хв (хоча деякі автомобілі дотягували лише до 133 к.с.) і крутний момент 274 Нм при 2500 об/хв, розганяв клиноподібну машину до 203 км/год, при цьому прискорення до 100 км/год займало 8,6 секунди. Обсяг мотора і став індексом машини, під яким вона поставлялася дилерам: Rover 3500; позначення ж SD1 (Special division, model 1) використовувалося лише в заводській документації і на табличці на кузові ніколи не виносилося.
У 1983 році машина виграла кілька етапів британського кузовного чемпіонату, в наступному році завоювала чемпіонський титул, а потім повторила це досягнення в німецькій гонці Deutsche Tourenwagen Meisterschaft 1986 роки (пілот Курт Тіім).
До кінця виробництва автомобіль пройшов омолодження; була створена спортивна версія Vitesse, що відрізнялася аеродинамічним пакетом, зниженою на 25 мм спортивною підвіскою і форсованим до 190 к.с. мотором.

## Двигуни
Бензинові
- 1,994 cc (121.7 cu in) O-Series I4
- 2,350 cc (143 cu in) Leyland PE166 I6
- 2,597 cc (158.5 cu in) Leyland PE166 I6
- 2,622 cc (160.0 cu in) BMC E-series engine I6 (South Africa)
- 3,528 cc (215.3 cu in) Rover V8

Дизель
- 2,393 cc (146.0 cu in) VM HR488 I4